# دالیهو إیراندست
داليهـو محسن إيراندوست (مواليد 4 يونيو 1998) هو لاعب كرة قدم محترف سويدي من أصل سوري، يشغل مركز خط الوسط المهاجم في صفوف نادي برومابويكارنا ضمن دوري ألسفينسكان السويدي. وعلى الرغم من تمثيله السابق لمنتخب السويد، قرر لاحقًا تمثيل منتخب سوريا على المستوى الدولي، تأكيدًا على جذوره العائلية وارتباطه بالوطن الأم. يُعرف إيراندوست بمهاراته الفنية العالية وقدرته على صناعة الفرص الهجومية لفريقه.

## المسيرة الاحترافية
وُلد دالاهو إيراندوست ونشأ في مدينة غوتنبرغ في السويد. تُوِّج بكأس غوثيا عام 2016 مع فريق الشباب تحت 19 عامًا التابع لنادي هاكن.
خاض أول مباراة له مع الفريق الأول لنادي هاكن في 24 أغسطس 2016، حيث سجّل هدفًا وقدم تمريرتين حاسمتين في مباراة كأس السويد أمام نادي فيكخو. وشارك في أول مباراة له في الدوري السويدي الممتاز بتاريخ 9 أبريل 2017 أمام ديورغاردن. أحرز أول أهدافه في الدوري في 5 مايو 2017 أمام سيريوس، ثم أضاف هدفه الثاني بعد أسبوع في الفوز 1–0 على كالمار. رُشِّح لجائزة أفضل لاعب شاب في نهاية موسم 2017 بعد تسجيله هدفين وصناعته خمسة أهداف.
في كأس السويد 2017–18، سجّل هدفًا من ركلة حرة مباشرة أمام نوربي، بعد أن افتتح التسجيل في مباراة سابقة ضد فيرنمو.
سجّل أول أهدافه في موسم 2018 من الدوري بتاريخ 7 يوليو أمام سوندسفال. كما خاض أولى مبارياته الأوروبية في نفس الموسم، حيث أحرز هدفًا وصنع آخر في مباراة دوري أوروبا يوم 12 يوليو. وسجّل هدفًا جديدًا في الجولة التالية من البطولة في تعادل فريقه 1–1 أمام لايبزيغ.
افتتح موسم 2019 في الدوري بهدف أمام مالمو، وساهم بتمريرة حاسمة في نهائي كأس السويد، ما ضمن مشاركة هاكن في دوري أوروبا 2019–20.
سجّل هدفه الأول في موسم 2020 خلال مباراة الافتتاح أمام فالكنبرغ. وبعد أسبوع، أحرز هدفًا رائعًا من منتصف الملعب ضد سيريوس.
أما في موسم 2021، فقد سجّل هدف الفوز الوحيد أمام نورشوبينغ بتاريخ 18 يوليو على ملعب نيا باركن، ليقود فريقه إلى الانتصار بنتيجة 1–0.

### غرونينغن
في 31 أغسطس 2021، انضم إيراندوست إلى نادي إف سي غرونينغن الهولندي الذي ينافس في دوري الدرجة الأولى الهولندي (الإيرديفيزي). اختير ليرتدي القميص رقم 10، خلفًا للنجم آريين روبن، ووقّع عقدًا لمدة خمس سنوات، مقابل رسوم انتقال تقدر بنحو ثلاثة ملايين كرونة سويدية.
خاض مباراته الأولى مع الفريق في 12 سبتمبر 2021 ضمن موسم 2021–22، في لقاء الدوري أمام نادي هيرينفين على ملعب يوروبورغ.
سجّل هدفه الأول مع غرونينغن وقدم تمريرة حاسمة لرومانو بوستيما في 27 أكتوبر 2021، خلال مباراة في كأس هولندا ضد هيلموند سبورت. كما أحرز أول أهدافه في الدوري الهولندي في 27 نوفمبر من نفس العام، ومرر كرة حاسمة إلى يورغن ستراند لارسن في مواجهة فورتونا سيتارد.

### نادي آي إف برومابويكارنا
في 27 فبراير 2024، عاد إيراندوست إلى السويد، حيث وقع عقدًا احترافيًا لمدة عامين مع نادي آي إف برومابويكارنا.

## مسيرة دولية

### المنتخبات السنية
لعب دالیهو إیراندوست لصالح منتخب السويد تحت 19 سنة. ونظرًا لأصوله الكردية-الإيرانية، كان مؤهلًا لتمثيل السويد أو إيران. في يونيو 2017، جدد التزامه بتمثيل السويد دوليًا بدلًا من إيران.
استُدعي لمنتخب السويد تحت 21 سنة في 27 أغسطس 2017 ضمن تصفيات بطولة أمم أوروبا تحت 21 سنة 2019. وشارك لأول مرة في 7 يونيو 2018، حيث صنع هدفًا لكارلوس ستراندبرغ في الفوز 4–0 على مالطا. كما استُدعي مجددًا في أغسطس 2019 في بداية تصفيات بطولة أمم أوروبا تحت 21 سنة 2021. في سبتمبر 2020، قدّم تمريرتين حاسمتين لكل من بونتوس ألمكفيست وغوستاف هنريكسون خلال الفوز 3–0 على إيطاليا.

### الفريق الأول

#### السويد
استدعاه المدرب يان أندرسون إلى منتخب السويد الأول في 3 ديسمبر 2018 للمشاركة في المباريات الودية لشهر يناير 2019 ضد فنلندا وآيسلندا. شارك لأول مرة مع المنتخب في 8 يناير 2019 أمام فنلندا.

#### سوريا
في مارس 2024، انضم إلى منتخب سوريا للمشاركة في التصفيات المؤهلة إلى كأس العالم 2026.
سجل هدفه الدولي الأول في 9 سبتمبر 2024 في مواجهة الهند على ملعب جي إم سي بالايوغي الرياضي، ضمن كأس القارات 2024، في لقاء انتهى بفوز سوريا 3–0.

## أسلوب اللعب
نال إيراندوست إشادة بسبب إبداعه وقدمه اليسرى الدقيقة والحادة.

## خارج كرة القدم
الحياة الشخصية
وُلد دالیهو إیراندوست ونشأ في غوتنبرغ لوالدين من أصول كردية إيرانية قدموا من إيران. صرّح إيراندوست بأن عائلته تعرضت للاضطهاد من قِبل النظام الإيراني.

## الرعاية
يرتدي دالیهو إیراندوست ملابس رياضية من إنتاج شركة نايكي الأمريكية.

## إحصائيات المسيرة

### الأندية
| النادي        | الموسم        | الدوري                 | الدوري    | الدوري  | الكأس     | الكأس   | المسابقات القارية | المسابقات القارية | الإجمالي  | الإجمالي |
| النادي        | الموسم        | الدوري                 | المشاركات | الأهداف | المشاركات | الأهداف | المشاركات         | الأهداف           | المشاركات | الأهداف  |
| ------------- | ------------- | ---------------------- | --------- | ------- | --------- | ------- | ----------------- | ----------------- | --------- | -------- |
| بي كي هاكن    | 2017          | الدوري السويدي الممتاز | 25        | 2       | 2         | 1       | —                 | —                 | 27        | 3        |
| بي كي هاكن    | 2018          | الدوري السويدي الممتاز | 29        | 4       | 4         | 2       | 3                 | 2                 | 36        | 8        |
| بي كي هاكن    | 2019          | الدوري السويدي الممتاز | 27        | 4       | 2         | 0       | 2                 | 0                 | 31        | 4        |
| بي كي هاكن    | 2020          | الدوري السويدي الممتاز | 23        | 6       | 5         | 2       | —                 | —                 | 28        | 8        |
| بي كي هاكن    | 2021          | الدوري السويدي الممتاز | 7         | 2       | 1         | 0       | —                 | —                 | 8         | 2        |
| المجموع الكلي | المجموع الكلي | المجموع الكلي          | 111       | 18      | 14        | 5       | 5                 | 2                 | 130       | 25       |

### المسيرة الدولية
| المنتخب       | السنة         | المشاركات | الأهداف |
| ------------- | ------------- | --------- | ------- |
| السويد        | 2019          | 2         | 0       |
| السويد        | 2020          | 1         | 0       |
| المجموع الكلي | المجموع الكلي | 3         | 0       |
| سوريا         | 2024          | 2         | 0       |
| سوريا         | المجموع       | 2         | 0       |
| المجموع الكلي | المجموع الكلي | 5         | 0       |

#### الأهداف الدولية
| الرقم | التاريخ       | الملعب                                              | الخصم | النتيجة عند الهدف | النتيجة النهائية | البطولة          |
| ----- | ------------- | --------------------------------------------------- | ----- | ----------------- | ---------------- | ---------------- |
| 1.    | 9 سبتمبر 2024 | ملعب جي. إم. سي. بالايوجي الرياضي, حيدر آباد، الهند | الهند | 2–0               | 3–0              | كأس القارات 2024 |